# Liste Typologie Sd.Kfz. 11
| Kürzel       | Bezeichnung                        | Baujahre                | Stückzahl              | Kommentar                                             |
| ------------ | ---------------------------------- | ----------------------- | ---------------------- | ----------------------------------------------------- |
| Sd.Kfz. 11   | Leichter Zugkraftwagen 3 t         | 1935 – 1945             | ca. 9.000 Fahrgestelle | Grundtypen: Artillerie-, Pionier- und Pritschenaufbau |
| Sd.Kfz. 11/1 | Nebelkraftwagen                    | April 1938–Mitte 1940   | Anteil min. 288        |                                                       |
| Sd.Kfz. 11/1 | Selbstfahrlafette für 2-cm-Flak 38 | April 1943 – April 1945 | Anteil ca. 605         |                                                       |
| Sd.Kfz. 11/2 | mittlerer Entgiftungskraftwagen    | 1939 – März 1944        | Anteil ca. 392         |                                                       |
| Sd.Kfz. 11/3 | mittlerer Sprühkraftwagen          | 1939 – 1943             | Anteil ca. 202         |                                                       |
| Sd.Kfz. 11/4 | Nebelkraftwagen                    | 1940 – Dezember 1942    | Anteil ca. 756         |                                                       |
| Sd.Kfz. 11/5 | Schwerer Nebelwerferkraftwagen     | 1943 – Januar 1944      | Anteil ca. 407         | anstelle von 11/4 gefertigt                           |

## Ausländische Nachbauten

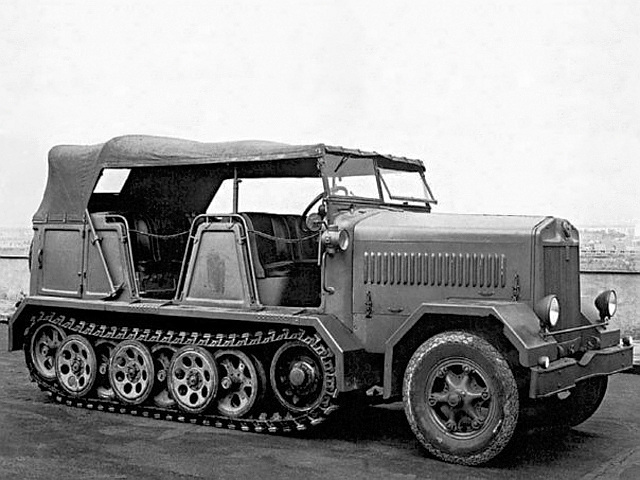
Fiat 727

Kaum bekannt ist, dass die Italiener 1941 eine Lizenz zum Nachbau des SdKfz 11 erhielten. So entstand der Fiat 727, eine bis auf einen anderen Motor und eine etwas wuchtigere Motorverkleidung getreue Kopie des Originals. Die Serienfertigung war ab Februar 1944 geplant: Hierzu kam es infolge der italienischen Kapitulation nicht mehr. Es blieb bei einigen bis dahin entstandenen Prototypen.